# 克林頓-華盛頓大道車站 (IND福爾頓街線)
克林頓-華盛頓大道車站（英語：Clinton–Washington Avenues station）是紐約地鐵IND福爾頓街線的一個地鐵站，位於介乎克林大道及華盛頓大道的福爾頓街，設有C線（任何時候停站（深夜除外））及A線（僅深夜停站）列車服務。

## 車站結構
| Ground | 街道     | 出入口                                                                         |
| 月台層 | 側式月台 | 側式月台                                                                       |
| 月台層 | 西行慢車 | ← 往168街 (拉法葉大道) ← 深夜時往英伍德-207街 (拉法葉大道)                     |
| 月台層 | 西行快車 | ← 不停靠                                                                       |
| 月台層 | 東行快車 | → 不停靠 →                                                                     |
| 月台層 | 東行慢車 | → 往尤克利德大道 (富蘭克林大道) → → 深夜時往遠洛克威-莫特大道 (富蘭克林大道) → |
| 月台層 | 側式月台 |                                                                                |

此站設有四條軌道，兩條外側軌道設有側式月台，兩條內側軌道用作快車服務。
此站沒有任何跨線橋或下通道。月台除閘機區外是無柱的，閘機區的支柱塗上橄欖綠色。

## 外部連結
- nycsubway.org—IND Fulton: Clinton-Washington Avenues
- Station Reporter — C Train
- The Subway Nut — Clinton–Washington Avenues Pictures （页面存档备份，存于）
- Clinton Avenue entrance from Google Maps Street View
- Washington Avenue entrance from Google Maps Street View
- Platforms from Google Maps Street View